# کزمیلیا (کالیفرنیا)
کزمیلیا (به انگلیسی: Casmalia) یک منطقهٔ مسکونی در ایالات متحده آمریکا است که در شهرستان سانتا باربارا، کالیفرنیا واقع شده‌است. کزمیلیا ۰٫۴۸۸ کیلومتر مربع مساحت و ۱۳۸ نفر جمعیت دارد و ۸۴٫۱۳ متر بالاتر از سطح دریا واقع شده‌است.